# エトワール (ALI PROJECTのアルバム)
『エトワール』（étoiles）は、宝野アリカと片倉三起也による日本の音楽ユニット・ALI PROJECTの2枚目のストリングス・アルバム。 2004年6月23日に徳間ジャパンコミュニケーションズから発売された。

## 概要
間にライブアルバムを挟んだことを除くと、連続してのストリングス・アルバムのリリースとなった。本アルバムで初出の新曲も多い。
本アルバムからストリングス・アルバムは徳間ジャパンコミュニケーションズからののリリースとなった。現在までに発売されたストリングス・アルバムは、『月光嗜好症』を除くと全て同レーベルからのリリースとなっている。
「エトワール（Étoile、複数形：Étoiles）」はフランス語で「星」を意味する単語。

## 収録曲
1. étoiles (instrumental) [6:53]
2. 薔薇色翠星歌劇団 (Strings Arrange) [5:27]
  - 「ばらいろすいせいかげきだん」と読む。原曲は『月下の一群』、『星と月のソナタ』に収録されている。
3. Je te veux [4:53]
  - 「ジュ・トゥ・ヴ」と読む。『神々の黄昏』に収録されている「JE TE VEUX (Erik Satie)」とは異なる。
4. 春葬 [5:16]
  - 「しゅんそう」と読む。
  - サビにジュール・マスネの『Elegie』が引用されている。
5. 日曜日のシエスタ (Strings Arrange) [5:32]
  - 原曲は『CLAMP学園探偵団』ヴォーカル・コレクションに収録されている。
6. Après un rêve [2:32]
  - アプレ・ザン・レーヴと読む。ロマン・ビュシーヌの詩『夢のあとに』（Après un rêve）にガブリエル・フォーレが曲を付けたもの。
7. Daphné [4:08]
  - ダフネも参照のこと。
8. わが恋は月光に散りぬ [4:26]
9. Diabolic Sequence (instrumental) [2:31]
  - 原曲は片倉三起也のソロアルバム『月のひかり』に収録されている。原曲は『土曜ワイド劇場』の1997年4月から2004年10月までのオープニングテーマに採用された。
10. 靑蛾月 (Strings Arrange) [5:06]
  - 「せいがげつ」と読む。原曲は『幻想庭園』に収録されている。
11. 幻想庭園 (Strings Arrange) [1:48]
  - 原曲は『幻想庭園』に収録されている。

## 参加ミュージシャン
- 作詞：Arika Takarano(M6以外)、Romain Bussine(M6)
- 作曲：Mikiya Katakura(M6以外)、Gabriel Fauré(M6)
- 編曲：Akira Saito(斉藤聡)(M2-M5)、Yoshihisa Hirano(M1,M6-M11)
- Vocals：Arika Takarano
- Strings：Gekko String Orchestra
- Concertmaster：Tsuyoshi Watanabe

## クレジット
| Performed by ALI PROJECT | Performed by ALI PROJECT                                                        |
| ------------------------ | ------------------------------------------------------------------------------- |
| Produced & Directed by   | Mikiya Katakura                                                                 |
| Engineered by            | Jiro Takita                                                                     |
| Mastering Engineered by  | Yoichi Aikawa(相川洋一)（R.S.M.）                                               |
| Recorded at              | TAI ST.(Skyart, Ltd.)                                                           |
| Recorded at              | S.O.L. Studio                                                                   |
| Recorded at              | Zazou Music Shed                                                                |
| Art Direction            | ALI PROJECT                                                                     |
| Cover Illustration       | Junichi Nakahara                                                                |
| Design                   | Nobuya Okamura（SPSスタジオ）                                                   |
| A&R                      | Yoshimitsu Aoki（Tokuma Japan Communications）                                  |
| Artist Management        | Boris Vian Inc.                                                                 |
| Special Thanks to        | Yoshiyuki Hiramatsu(平松義行)（Asu-One Entertainment Co., Ltd.）                |
| Special Thanks to        | Makoto Sugimoto(杉本真)（Backstage Project）                                    |
| Special Thanks to        | Masami Sugibayashi(杉林正己)、Naoyuki Waku(和久直之)、K-Jo(K嬢) & Ali-Pro Mania |